# Interkontinentální pohár 1973
Čtrnáctý ročník Interkontinentálního poháru byl odehrán dne 28. listopadu 1973. Ve vzájemném zápase se střetli poražený finalista Poháru mistrů evropských zemí ročníku 1972/73 - Juventus FC (vítěz Ajax Amsterdam odmítl nastoupit) a vítěz Poháru osvoboditelů ročníku 1973 - CA Independiente.

## 1. zápas
| 28. listopadu 1973 |        |                  |                                                |
| Juventus FC        | 0 : 1  | CA Independiente | Stadio Olimpico, Řím rozhodčí: Alfred Delcourt |
|                    | report | 80' Bochini      | Stadio Olimpico, Řím rozhodčí: Alfred Delcourt |

## Vítěz
| Interkontinentální pohár 1973 CA Independiente (1. vítězství) |